# Dimitrovgrad (Srbsko)

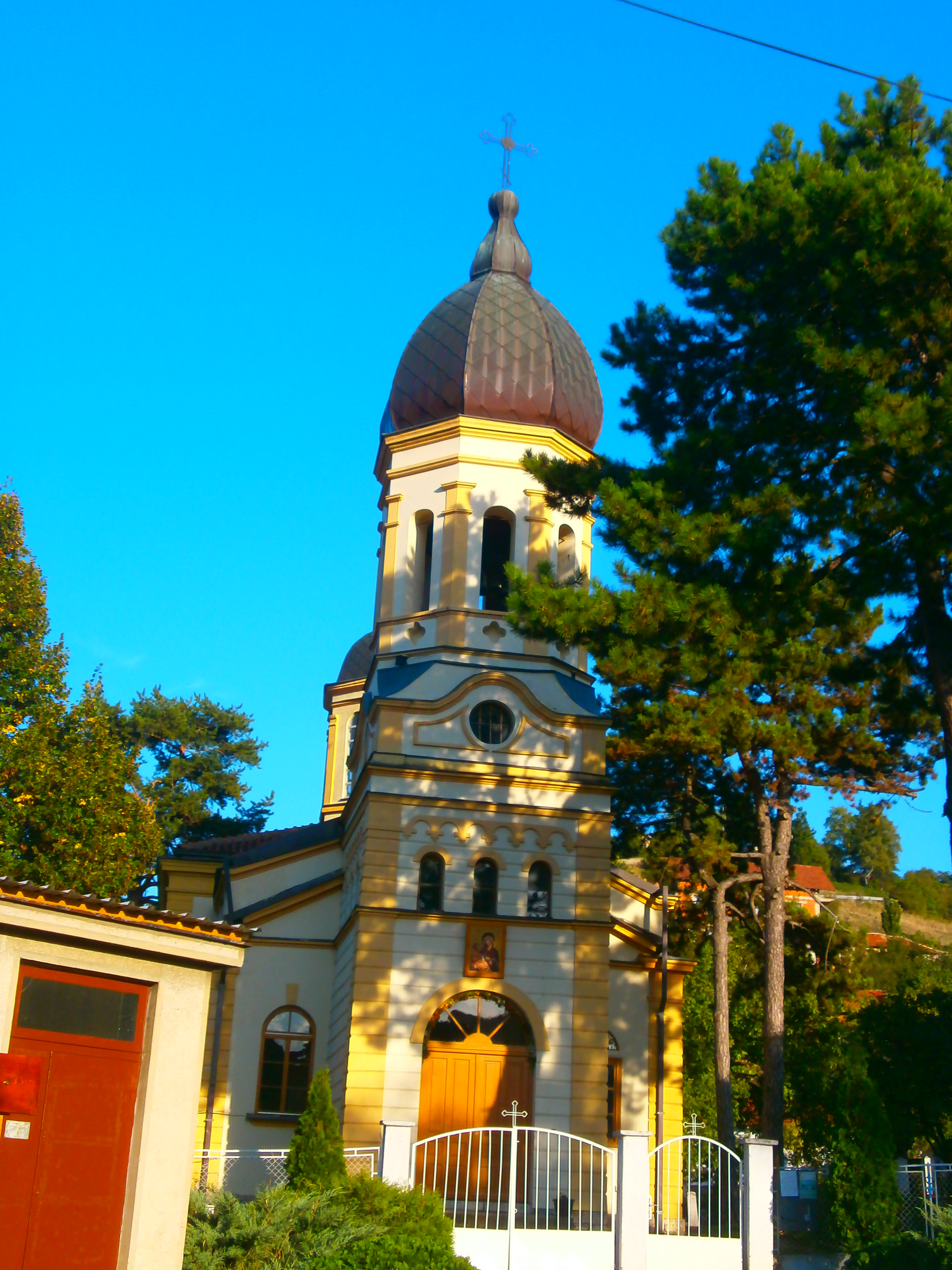
Dimitrovgradský pravoslavný kostel

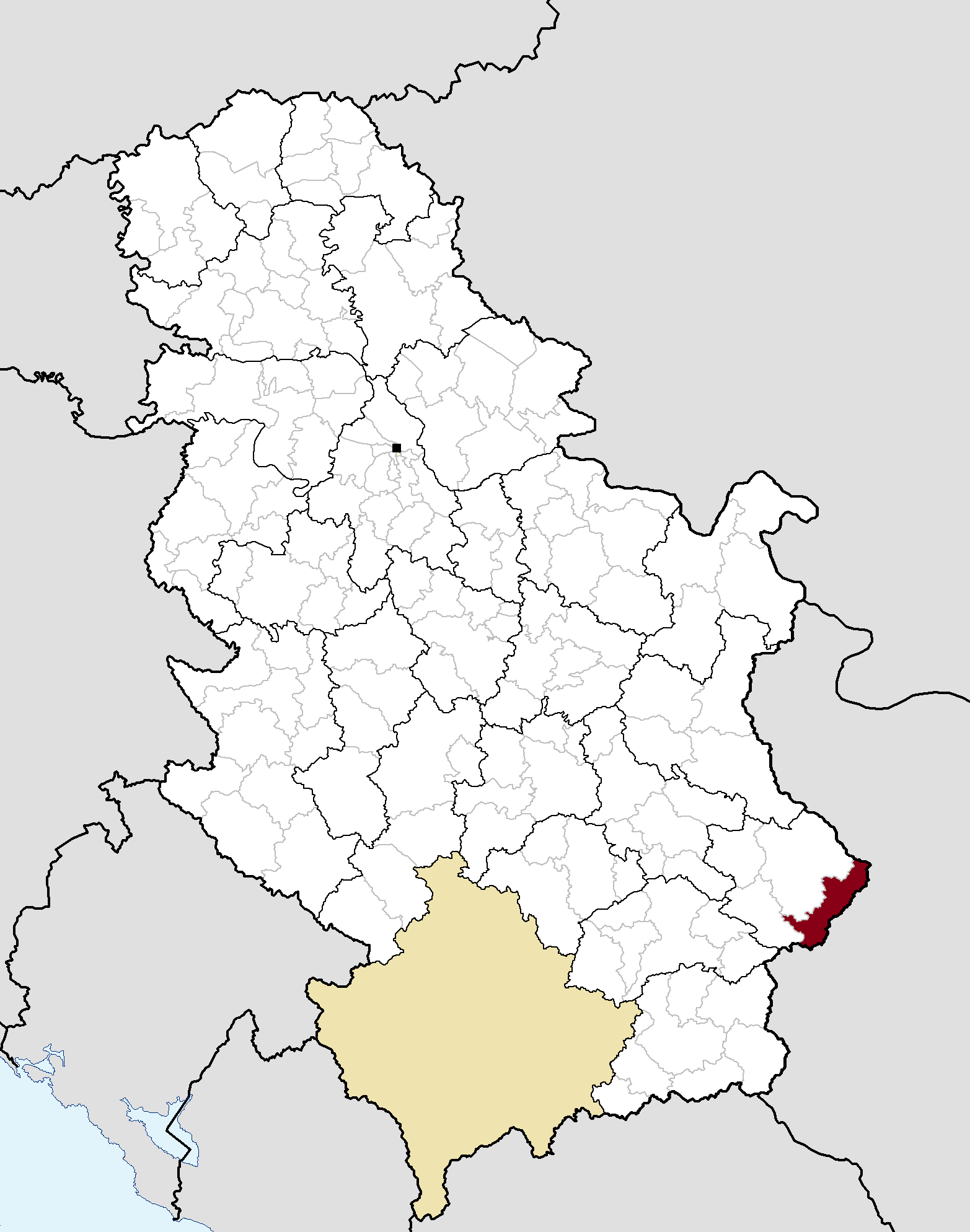

Dimitrovgrad (srbsky Димитровград) je město a správní celek o rozloze 483 km² v Pirotském okruhu v jihovýchodním Srbsku, při hranicích s Bulharskem. K roku 2011 žilo ve městě 6 278 obyvatel, v celé opštině pak 10 118 obyvatel.

## Název
Oficiálním srbským názvem je Dimitrovgrad (Димитровград), ale v Srbsku bývá používáno i staré označení Caribrod (Цариброд). V Bulharsku bývá preferováno jméno Caribrod, protože se v zemi nachází i další město stejného názvu a protože tak bývalo označováno před tím, než se stalo součástí Jugoslávie.
Dimitrovgrad nese svoje jméno po Georgii Dimitrovovi, bulharském komunistickém předákovi, který se zasazoval o vytvoření Balkánské federace a snažil se spojit Bulhary s ostatními jugoslávskými národy. Od této myšlenky ale bylo upuštěno poté, co se jugoslávský vůdce Tito nedokázal dohodnout na podmínkách federace s Josifem Stalinem. Nicméně samotný Dimitrov byl v Jugoslávii stále populární osobou a jméno města mu dodnes vzdává čest i přes to, že většina Bulharů preferuje původní název Caribrod.
V minulosti se objevily snahy o navrácení starého jména. V roce 2004 bylo vyhlášeno referendum, ale kvůli nízké účasti (dostavilo se pouze 47,8% z 9 811 voličů, přičemž zákonem stanovené minimum je 50%) se stalo neplatným. 2 586 voličů se přálo zachovat stávající název a 1 786 voličů bylo pro návrat ke starému jménu Caribrod.

## Demografie

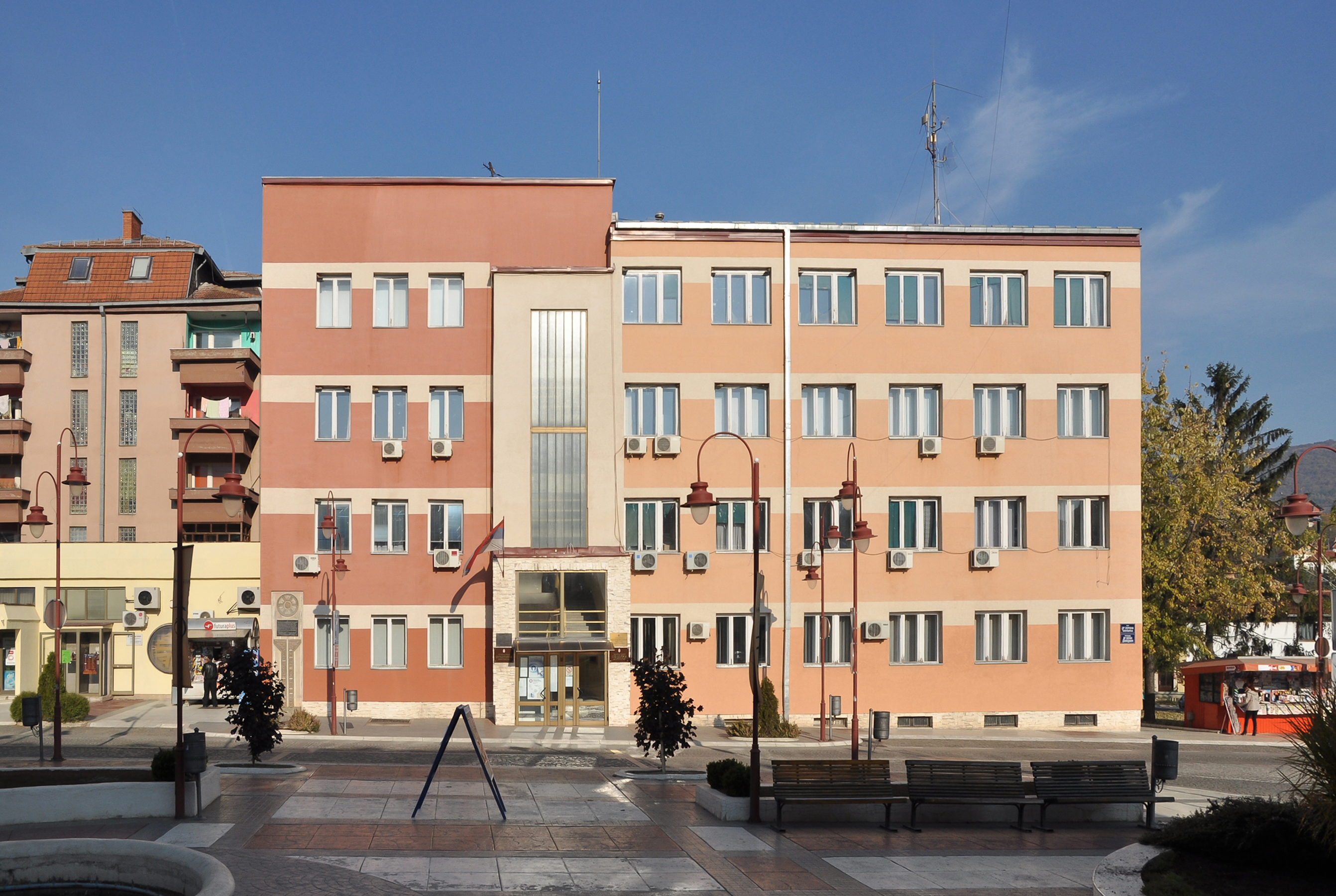
Radnice

K roku 1991 žila ve městě absolutní převaha etnických Bulharů. Během sčítání lidu v roce 2002 byla populace promíchanější, ale s relativní bulharskou většinou. V roce 2011 byli Bulhaři stále ve většině. Dimitrovgrad je spolu s Bosilegradem jediným městem v Srbsku, která má většinově bulharské obyvatelstvo.
Podle sčítání lidu z roku 2002 žilo v opštině 11 748 lidí, z nich:
- Bulhaři 5 836 (50 %)
- Srbové 3 000 (25,58 %)
- Ostatní 2 907 (24,42 %)

Podle sčítání lidu z roku 2011 žilo v opštině 10 118 lidí, z nich:
- Bulhaři 5 413 (53,5 %)
- Srbové 2 819 (27,86 %)

Místní Srbové mluví převážně timocko-lužnickým nářečím, které je blízké bulharštině a makedonštině. Bulharské nářečí rozšířené v této oblasti je řazeno do tzv. Severozápadní skupiny.

## Historie
Skrze město vedla již v 1. století římská cesta Via Militaris. Během stavby panevropského koridoru 10 (spojujícího rakouský Salcburk s řeckou Soluní) byly v roce 2010 odkryty dobře zachovalé relikty této antické komunikace.
Před úplným osamostatněním balkánských národů, fungovala v západní části Dimitrovgradu osmanská vojenská základna.
V roce 1912 se v Caribrodu sešli premiéři Srbska a Bulharska za účelem projednávání sporných území v Makedonii. 27. listopadu 1919 připadla část bulharského území (včetně oblasti Dimitrovgradu) nově vzniklému Království Srbů, Chorvatů a Slovinců na základě Neuillyské smlouvy.
Mezi lety 1929 a 1941 byl Caribrod součástí Moravské bánoviny, Jugoslávského království.

## Příroda
Město se nachází v údolí mezi horami v nadmořské výšce 545 m n. m. Protéká jím řeka Nišava. Na severovýchod od města krajina přechází do západní části pohoří Stara Planina (nejvyšší bod 2 376 m n. m.).